# محمدعلی الموتی
محمدعلی الموتی ثابت  از سیاستمداران ایرانی بود، که در  دوره ششم  بعنوان نماینده قزوین در مجلس شورای ملی حضور داشت.